# Bernhard Matter
Bernhard Matter (auch: Bernhart; * 21. Februar 1821 in Muhen; † 24. Mai 1854 in Lenzburg) war ein Dieb und Einbrecher aus dem Kanton Aargau. Er gilt als Schweizer Robin Hood.

## Leben

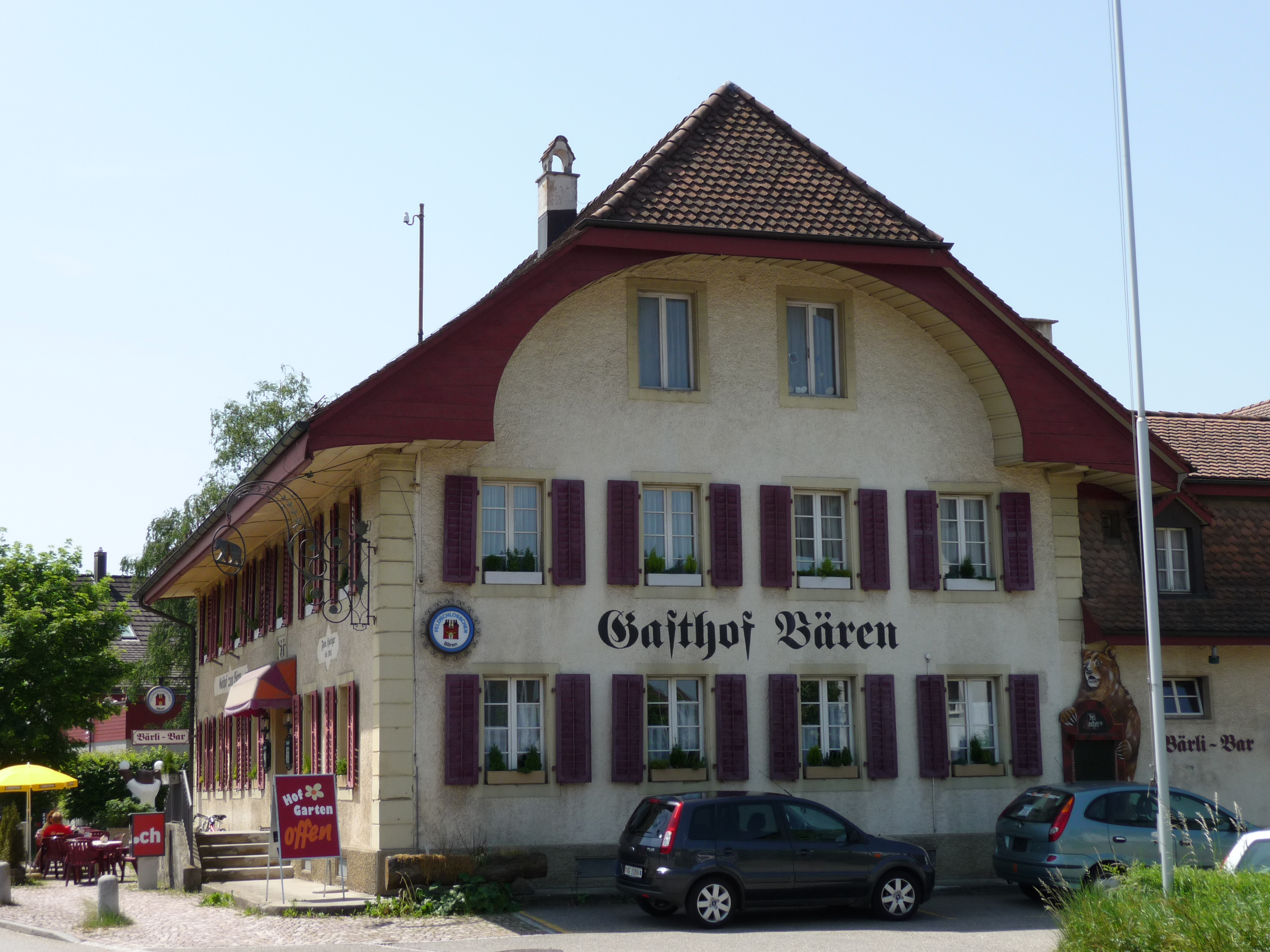
Der «Bären» – das Elternhaus Matters

In Muhen am 21. Februar 1821 geboren und aufgewachsen, schwänzte er dort nicht selten die Schule und beging schon als Knabe regelmässig Diebstahl. 1836 stand er zum ersten Mal vor Gericht, weil er einen Aarauer Juwelier um vier Goldringe erleichtert hatte. 1841 heiratete er die Näherin Barbara Fischer. Der Chronist vermerkte dazu: «Aber auch diese um sechs Jahre ältere und als verständig geltende Weibsperson vermochte den haltlosen Burschen nicht im Zaume zu halten.»
Mit geschickten Methoden verstand er es meist, sich einer Festnahme durch die Polizei zu entziehen. Bei der damaligen Armut gewann Matter viele Freunde, weil er nur Begüterte bestahl und die Beute freigebig verteilt haben soll. Nach einer Verhaftung wurde er zu einer Strafarbeit verurteilt: er musste beim Bau der Kaserne Aarau helfen. Gleichzeitig machte er nachts seine Diebeszüge und versorgte Dorfbewohner Muhens mit dem Diebesgut zu niedrigen Preisen. Wenn es gelang, ihn zu verhaften, fand er stets einen Fluchtweg. Er versteckte sich in Muhen, und die Dorfbewohner gaben seinen Aufenthaltsort nicht preis. Eines Tages verleideten einem Dorfbewohner die Umstände, so dass er Matters Aufenthaltsort verriet.
Er machte seine Einbrüche und Diebstähle im Alleingang oder als Kopf einer Bande. Allmählich machten sie fast das ganze Schweizer Mittelland unsicher. Neben seiner Rolle als Robin Hood spielte er ebenso erfolgreich jene des Don Juan: Er hatte viele Frauenbekannt- und Liebschaften, tanzte gerne und war anscheinend sehr attraktiv: «Alle Maitli waren in ihn verschossen!»
Matter wurde schliesslich zu 16 Jahren Zuchthaus (Kettenhaft) verurteilt, brach aber nach kurzer Zeit aus der Strafanstalt in Baden aus und setzte seine Diebeszüge fort. Eine 20-jährige Haftstrafe sollte er ab 1851 im Gefängnis Lenzburg verbüssen, fand aber auch dort einen Fluchtweg. Kurz darauf wurde er wieder festgenommen und in der Festung Aarburg untergebracht. Nach drei misslungenen Ausbruchsversuchen stellte er einen Antrag zur Versetzung in eine ausländische Strafkolonie. Sogar der Bundesrat wollte da mithelfen, konnte aber auch keinen Erfolg verbuchen.

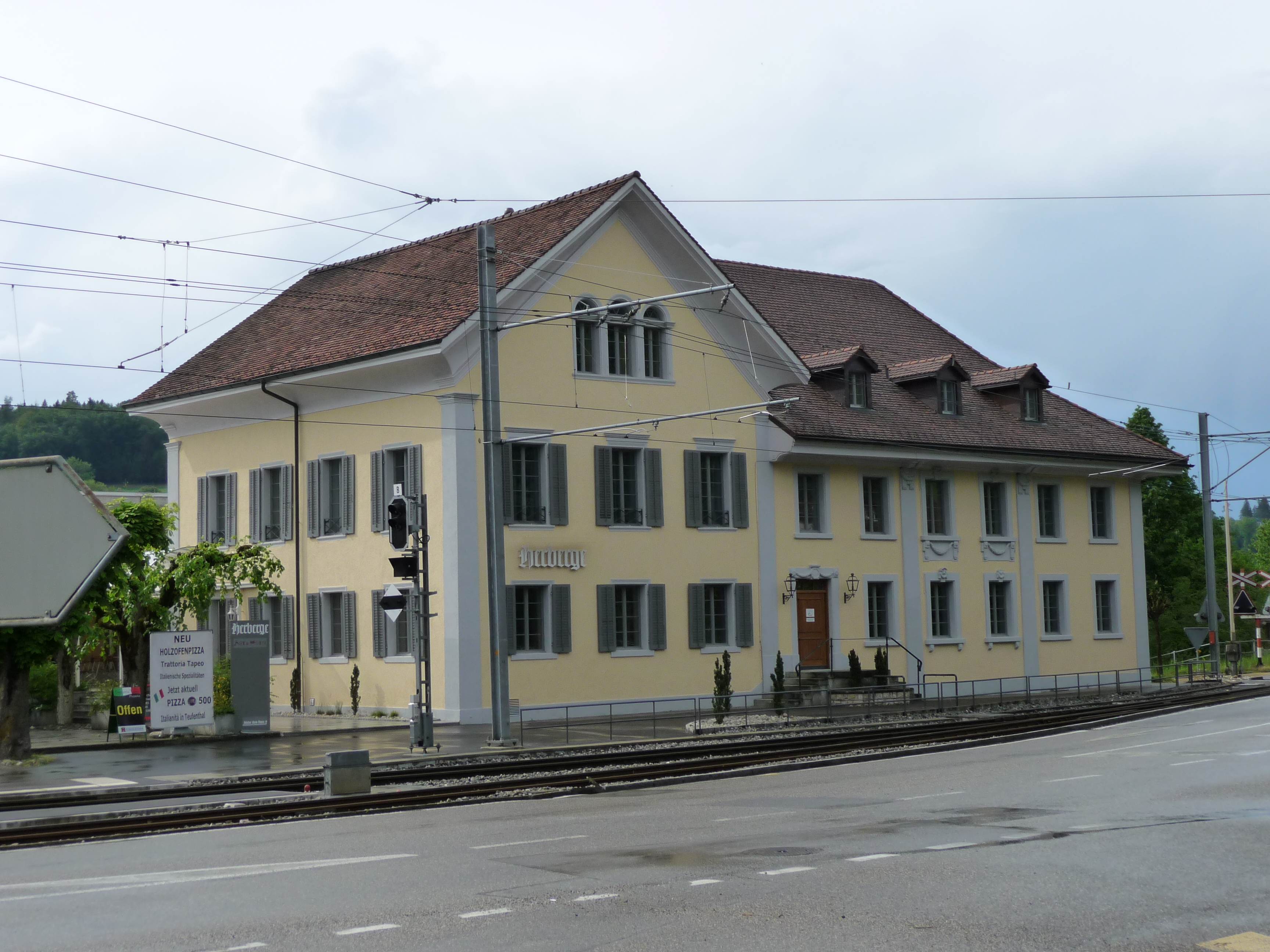
Das Gasthaus «Herberge» in Teufenthal

Am 11. Januar 1853, in einer Sturmnacht, gelang ihm sein Meisterstück: Nach mehrwöchiger Vorbereitung «verliess» er das bislang ausbruchsichere Zuchthaus. Am Neujahrstag 1854 wurde er in der Herberge Teufenthal entdeckt und erneut festgenommen. Die zuständigen Richter verurteilten ihren «Staatsfeind Nr. 1» am 15. April zum Tode. Ein letzter Ausbruchsversuch misslang, und sein Gnadengesuch wurde, nachdem auch das Obergericht das Urteil bestätigt hatte, vom Aargauer Grossen Rat abgelehnt. Am frühen Morgen des 24. Mai 1854 wurde der Volksheld vor über 2000 Zuschauern in Lenzburg aufs Schafott geführt und geköpft. Die Standrede hielt Emil Zschokke.
Vielen Leuten wurde er so zu einer Märtyrergestalt; ihnen blieb er als Freund der Armen und Rechtlosen in Erinnerung. Zahlreiche Geschichten und Anekdoten ranken sich um ihn.
Heute ist kaum nachvollziehbar, wie jemand, der nie einen Menschen verletzt, geschweige denn getötet hatte, zum Tode verurteilt werden konnte. Einen vergleichbaren «Ruhm» – wenigstens in Teilen der Schweizer Bevölkerung – genoss in den 1970er- und 1980er-Jahren der Ostschweizer «Ausbrecherkönig» Walter Stürm.

## Bernhard Matter in der Kunst
Der Berner Liedermacher Mani Matter hat seinem Namensvetter das Chanson Dr Bärnhard Matter gewidmet (auch unter dem Titel Ahneforschig – etwa im Programm Ir Ysebahn – bekannt). Dessen Pointe ist, dass man nie sicher sei, was aus einem noch alles werde, weil man ja vielleicht einen Verbrecher im Stammbaum habe.
Reto Gloor und Markus Kirchhofer schildern das Leben von Bernhard Matter in zwei Comic-Bänden, Matter und Matter entZWEIt.
Der in Kanada lebende Schweizer Autor Kurt Hutterli verfasste zwei Stücke über Matter: Ein Schauspiel Das Matterköpfen (uraufgeführt 1978) über Matter und ein Dialekttheaterstück Gounerbluet (uraufgeführt 1992).
Kirchhofer schrieb das 2004 beim Elternhaus Bernhart Matters zu Muhen uraufgeführte Freilichtspektakel Bärehunger sowie weitere KulTURinarische Aufführungen ebenda (2006, 2008, 2010) mit Mike Zeller in der Hauptrolle (Regie: Ruedi Matter).
2012 schrieb Markus Kirchhofer das letzte Stück der Reihe: Bernhart Matters letzte Stationen – Eine Carfahrt. Eine sechsstündige Carfahrt ab Restaurant Bären Muhen – Herberge Teufenthal – Refenthal Gränichen – Rathaus Aarau – Fünflinden Lenzburg – Justizvollzugsanstalt Lenzburg – Bären Muhen. Beim Stationentheater «Bernhart Matters letzte Stationen – eine Carfahrt» führt Mike Zeller erstmals auch Regie.